# Kanton Beauvais-Sud-Ouest
Der Kanton Beauvais-Sud-Ouest war bis 2015 ein französischer Kanton im Arrondissement Beauvais, im Département Oise und in der Region Picardie; sein Hauptort war Beauvais. Vertreterin im Generalrat des Departements war zuletzt von 1998 bis 2015 Sylvie Houssin.

## Gemeinden
Der Kanton bestand aus vier Gemeinden und einem Teil der rund 90 km nördlich von Paris gelegenen Stadt Beauvais (angegeben ist hier die Gesamteinwohnerzahl, im Kanton lebten etwa 18.800 Einwohner der Stadt).
| Gemeinde             | Einwohner Jahr | Fläche km² | Bevölkerungsdichte | Code INSEE | Postleitzahl |
| -------------------- | -------------- | ---------- | ------------------ | ---------- | ------------ |
| Allonne              | 1.563 (2013)   | –          | – Einw./km²        | 60009      | 60000        |
| Beauvais             | 55.252 (2013)  | –          | – Einw./km²        | 60057      | 60000        |
| Goincourt            | 1.245 (2013)   | –          | – Einw./km²        | 60277      | 60000        |
| Saint-Martin-le-Nœud | 1.028 (2013)   | –          | – Einw./km²        | 60586      | 60000        |
| Aux Marais           | 745 (2013)     | –          | – Einw./km²        | 60703      | 60000        |